# Быстшица-Клодзка
Быстшица-Клодзка (пол. Bystrzyca Kłodzka, нем. Habelschwerdt) — город в Польше, входит в Нижнесилезское воеводство, Клодзский повят. Имеет статус городско-сельской гмины. Занимает площадь 10,7 км². Население 11 320 человек (на 2006 год).

## Галерея

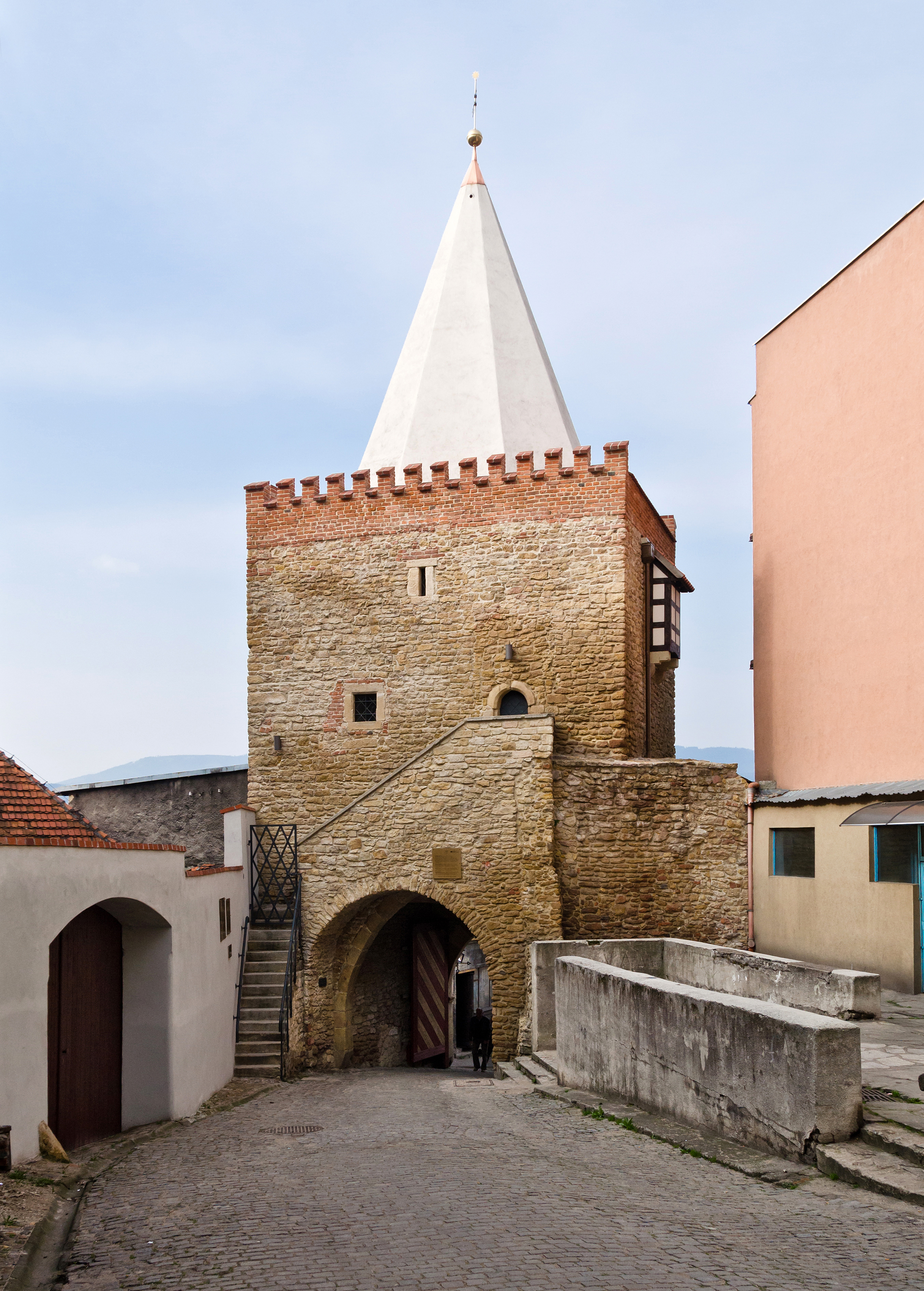
Нижняя башня
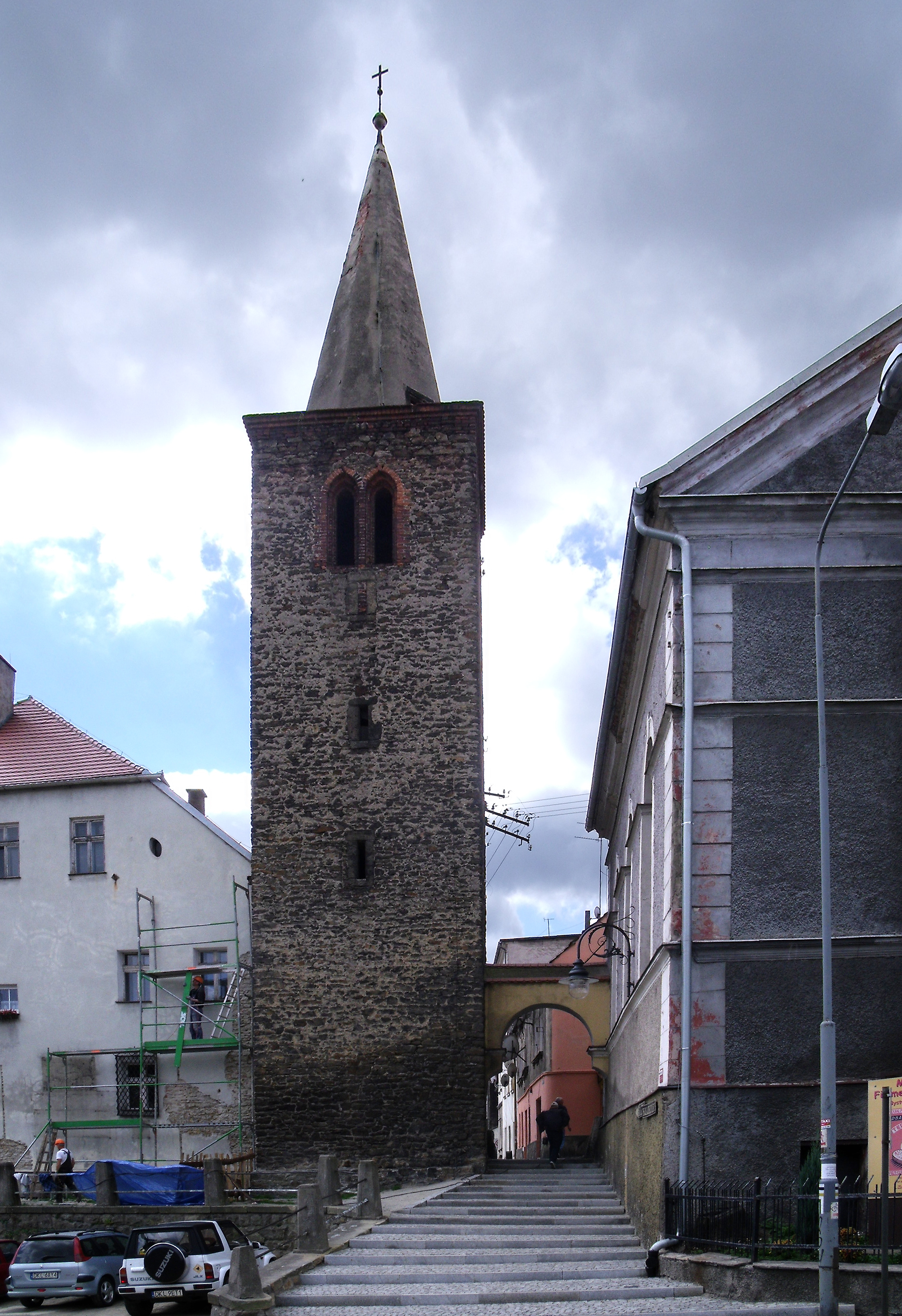
Рыцарская башня
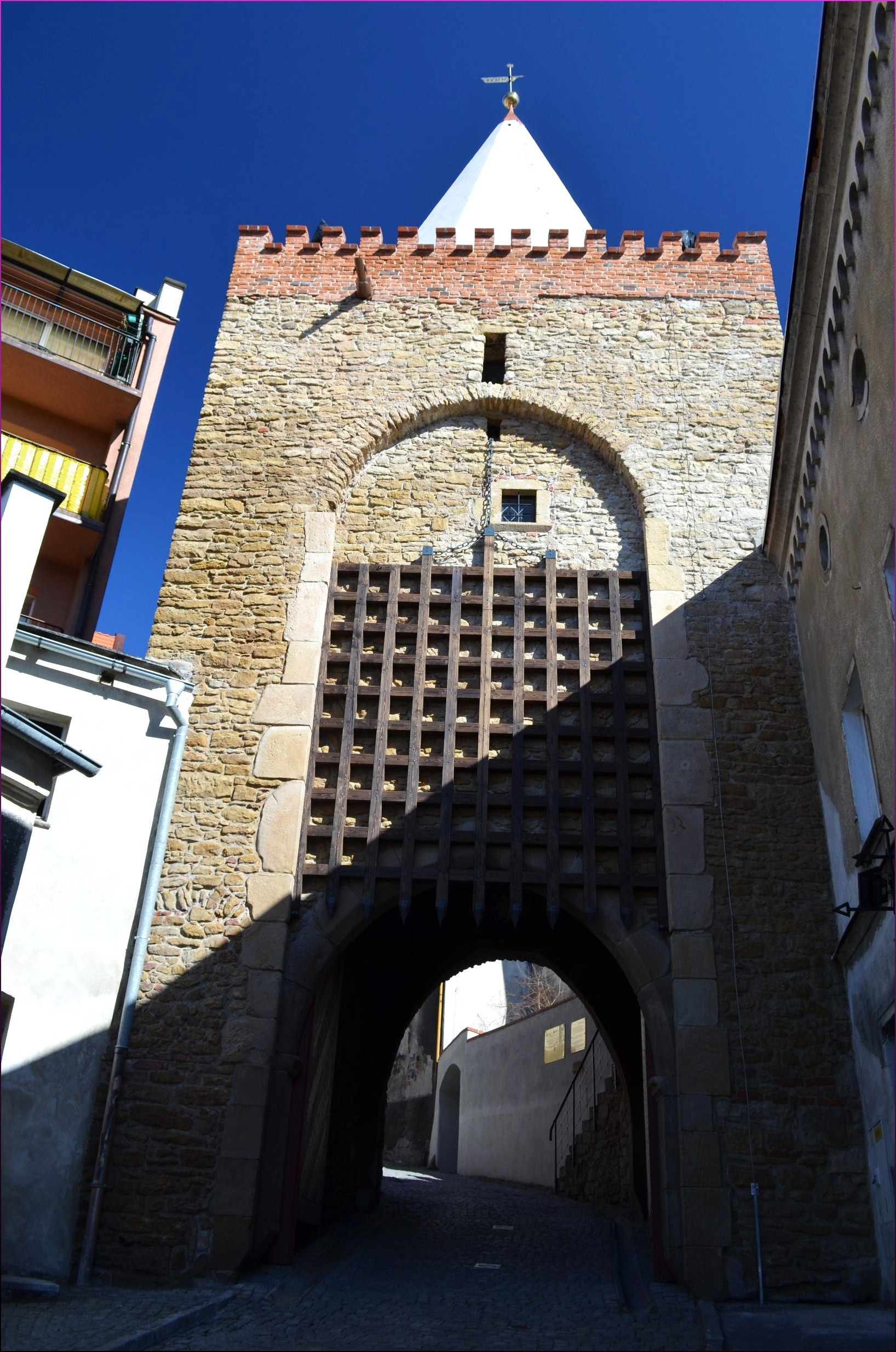
Водяные ворота
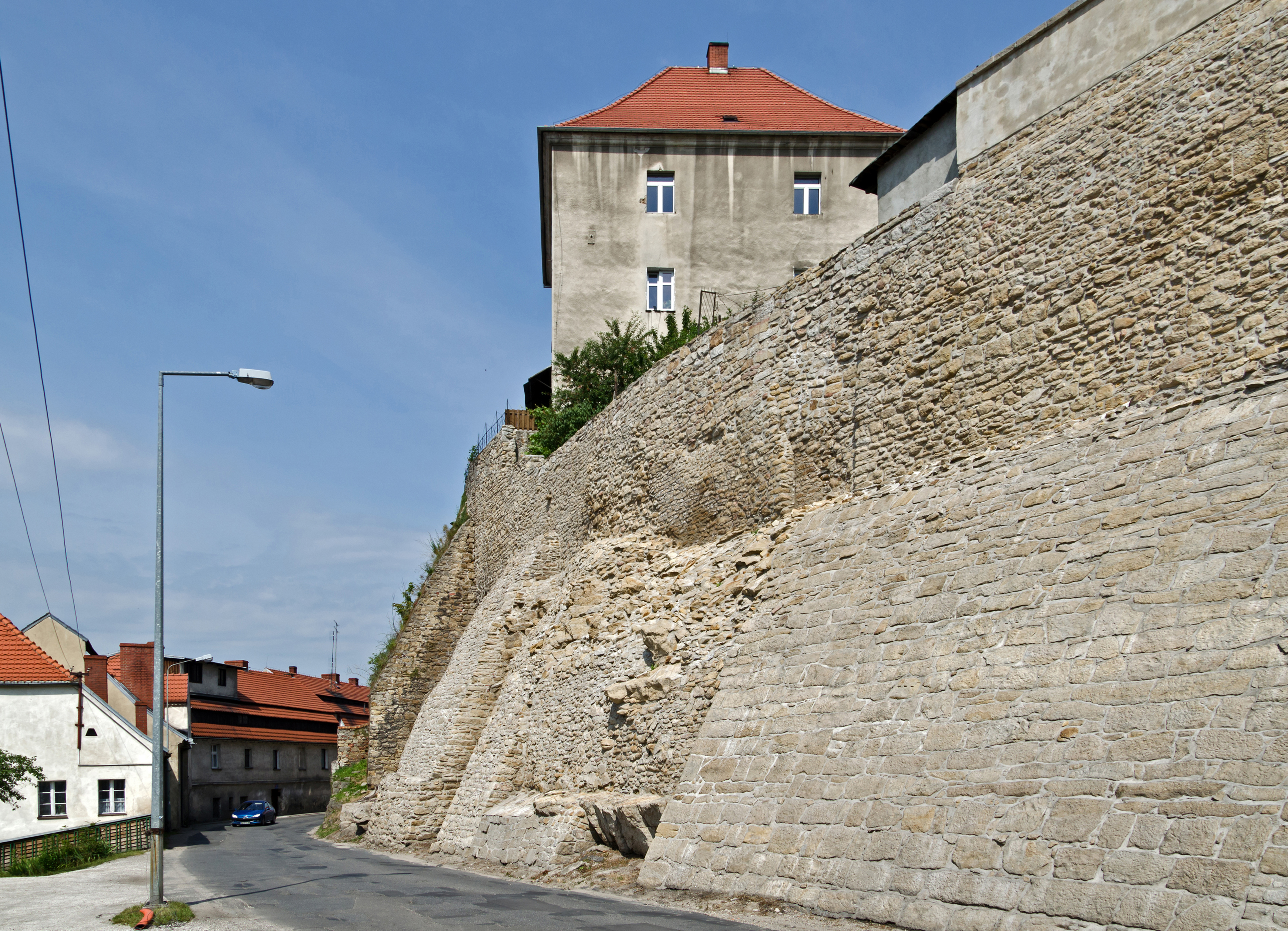
Оборонительная стена
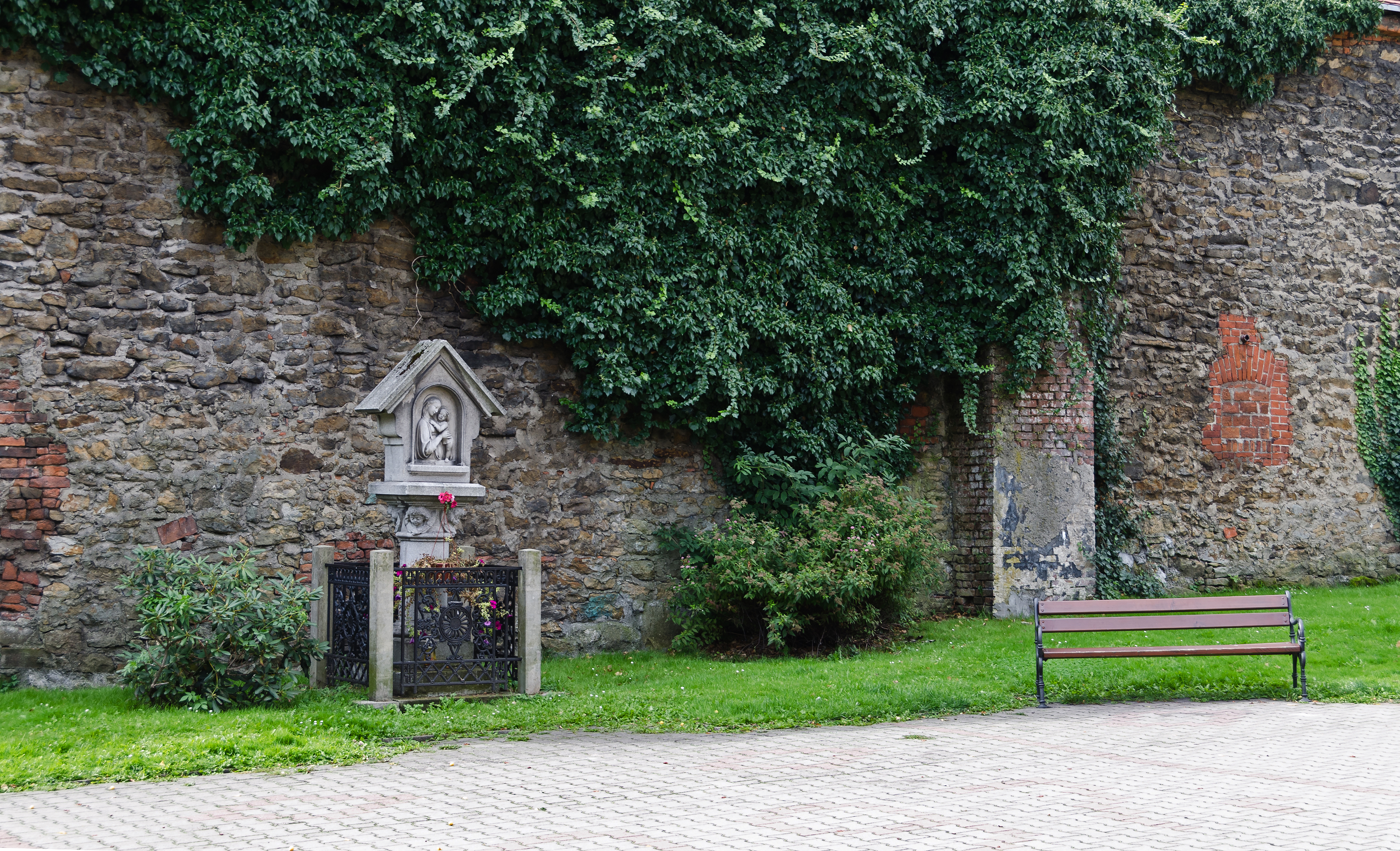
Средневековая оборонительная стена
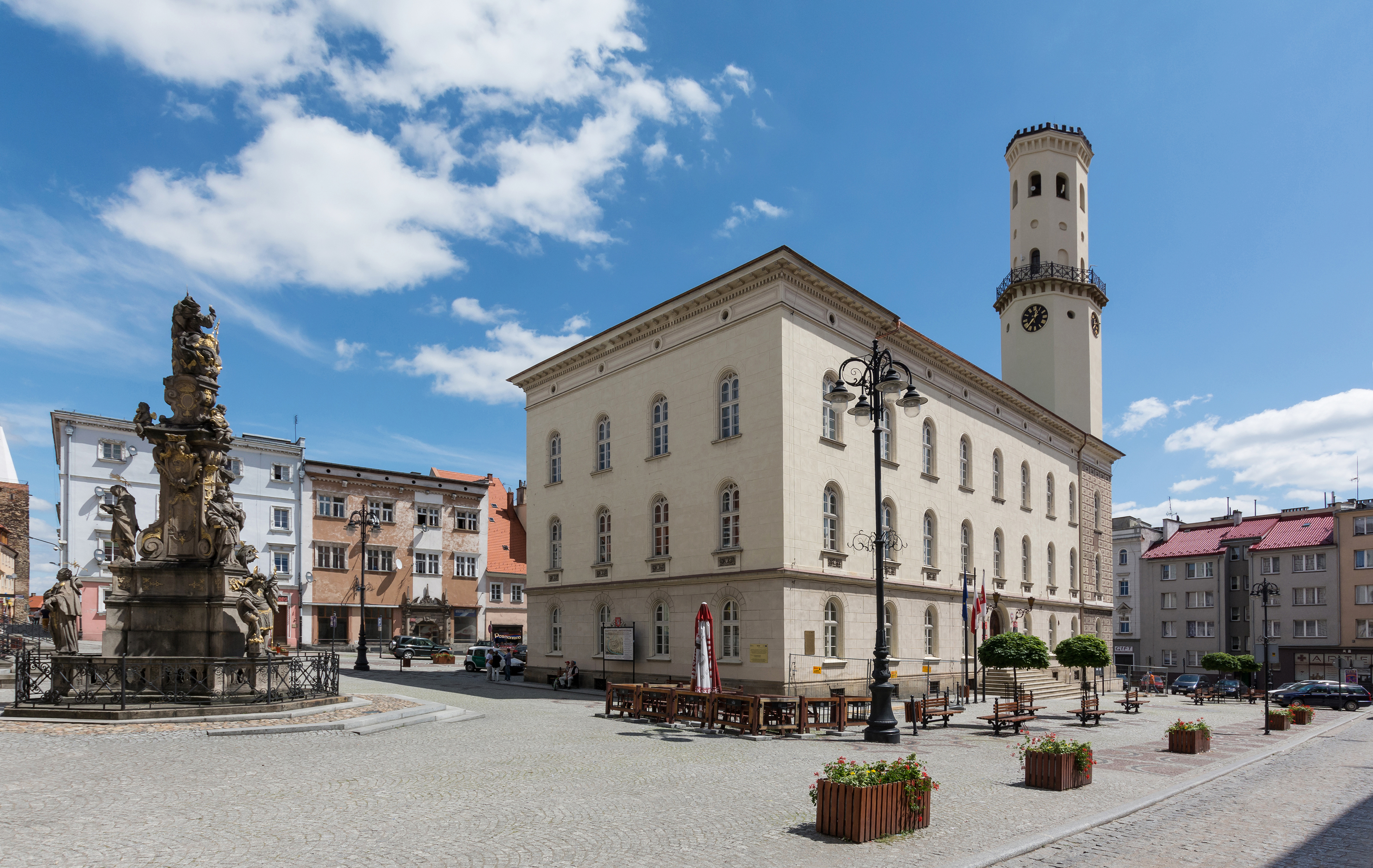
Ратуша
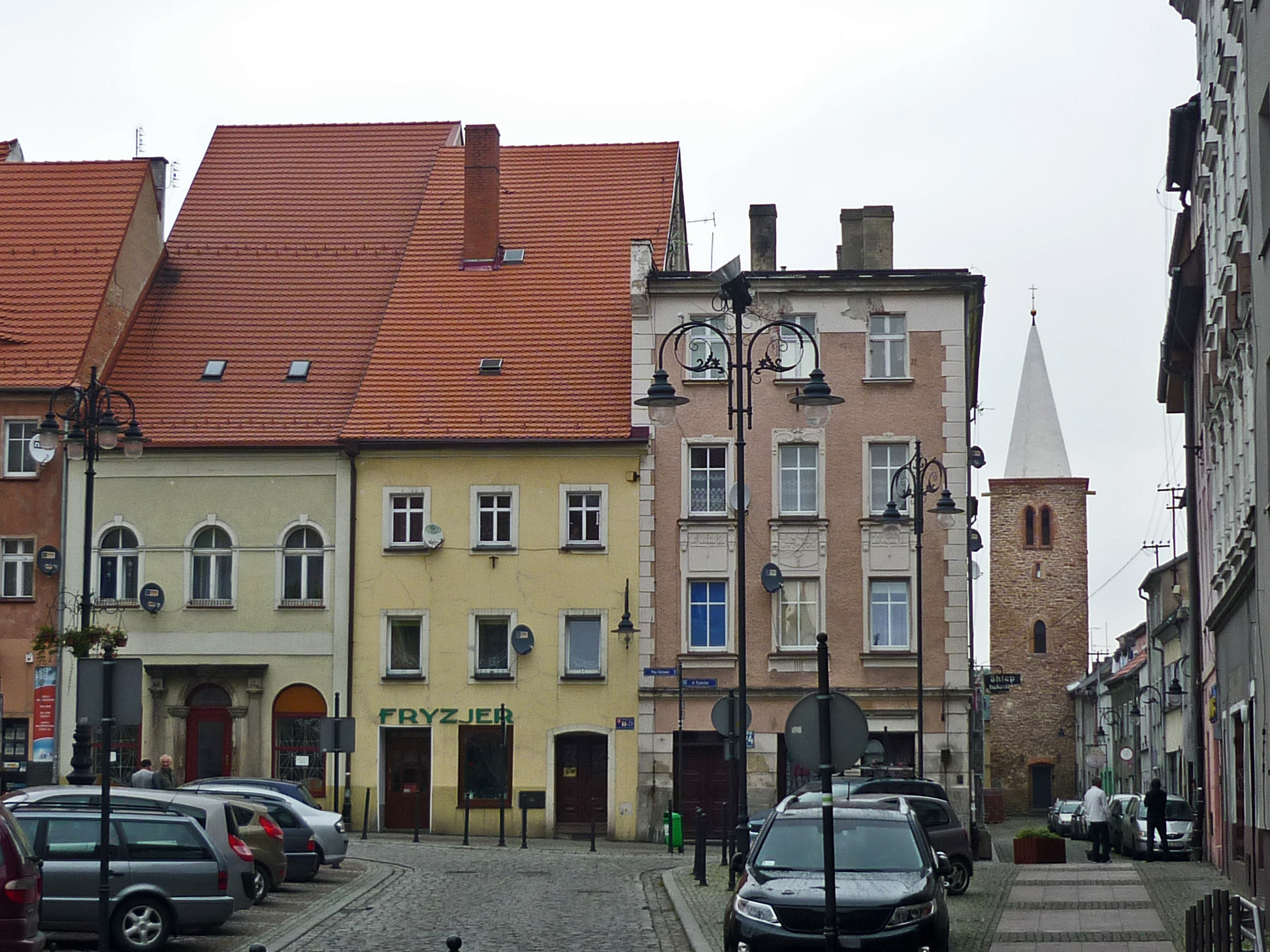
Рыночная площадь
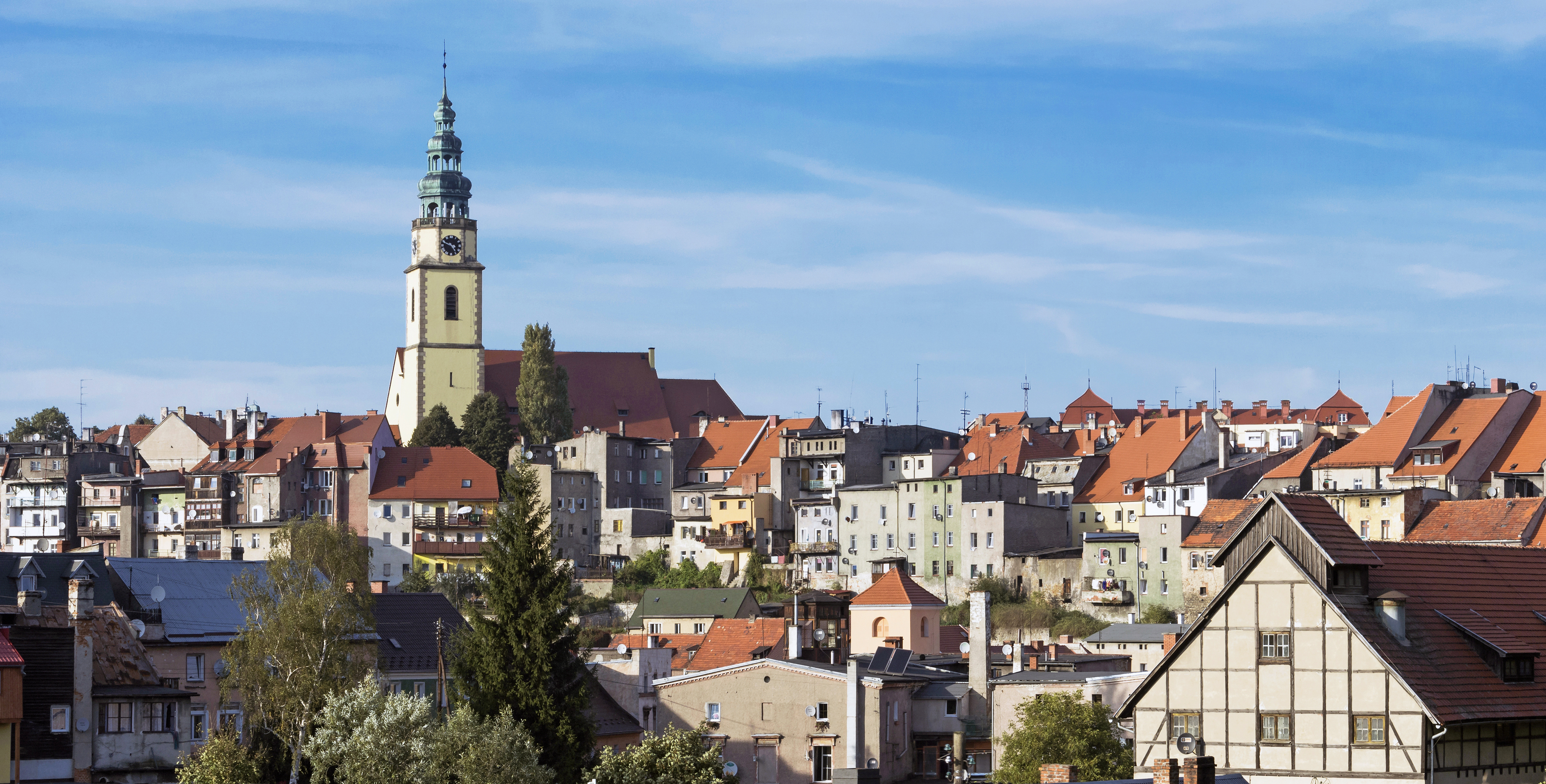
Вид на город
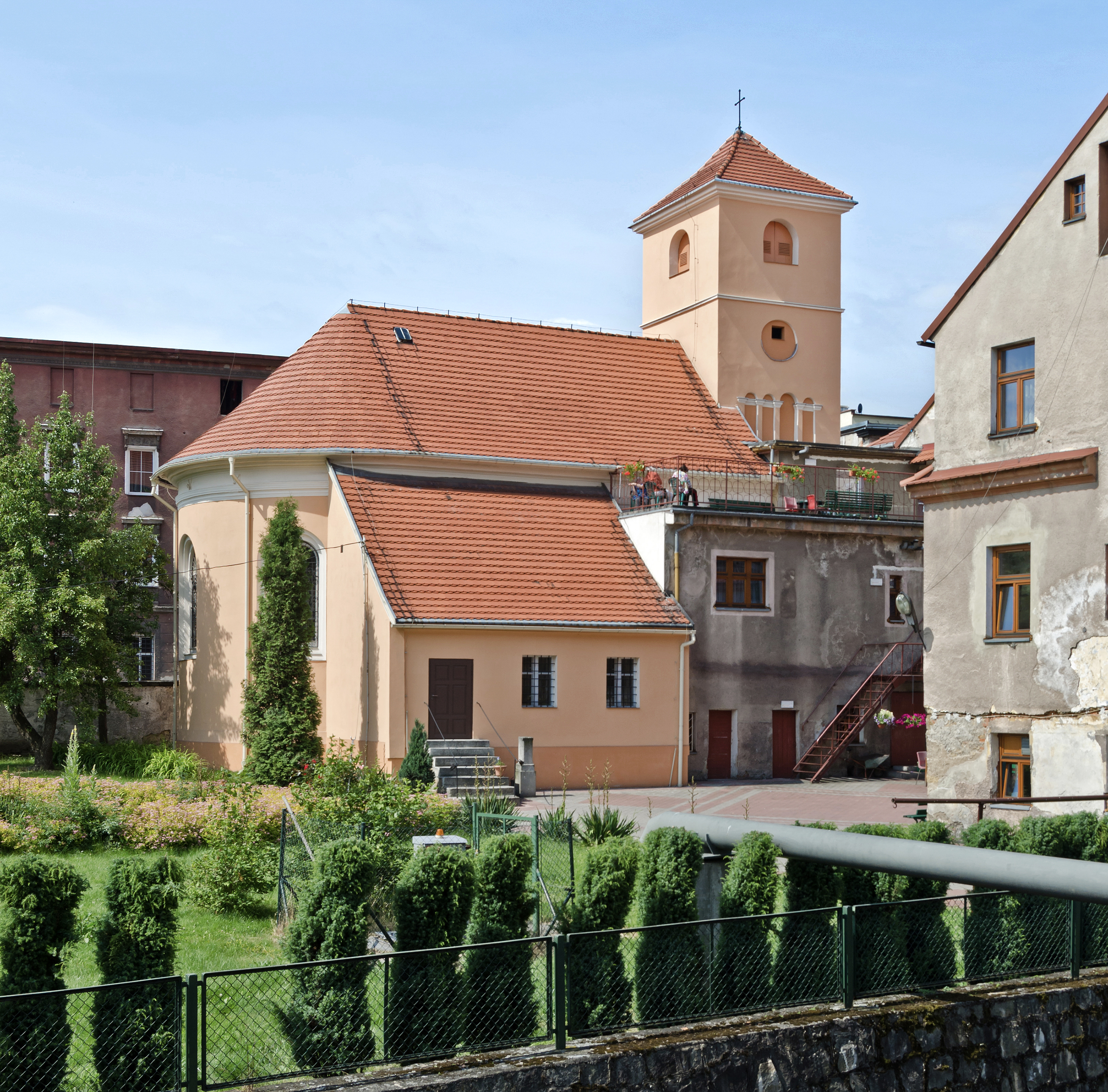
Госпитальная церковь Св. Иоанна
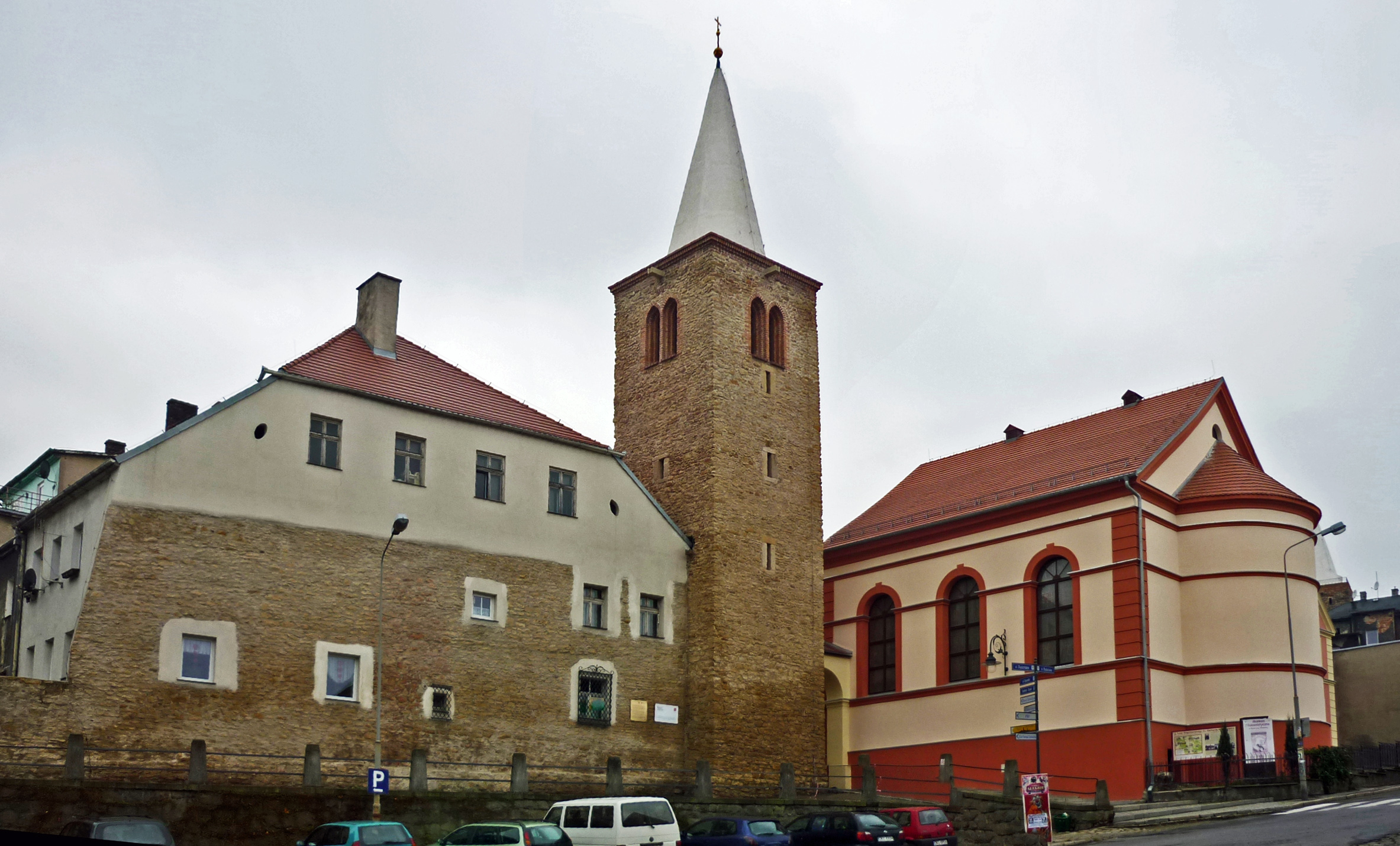
Евангелическая церковь
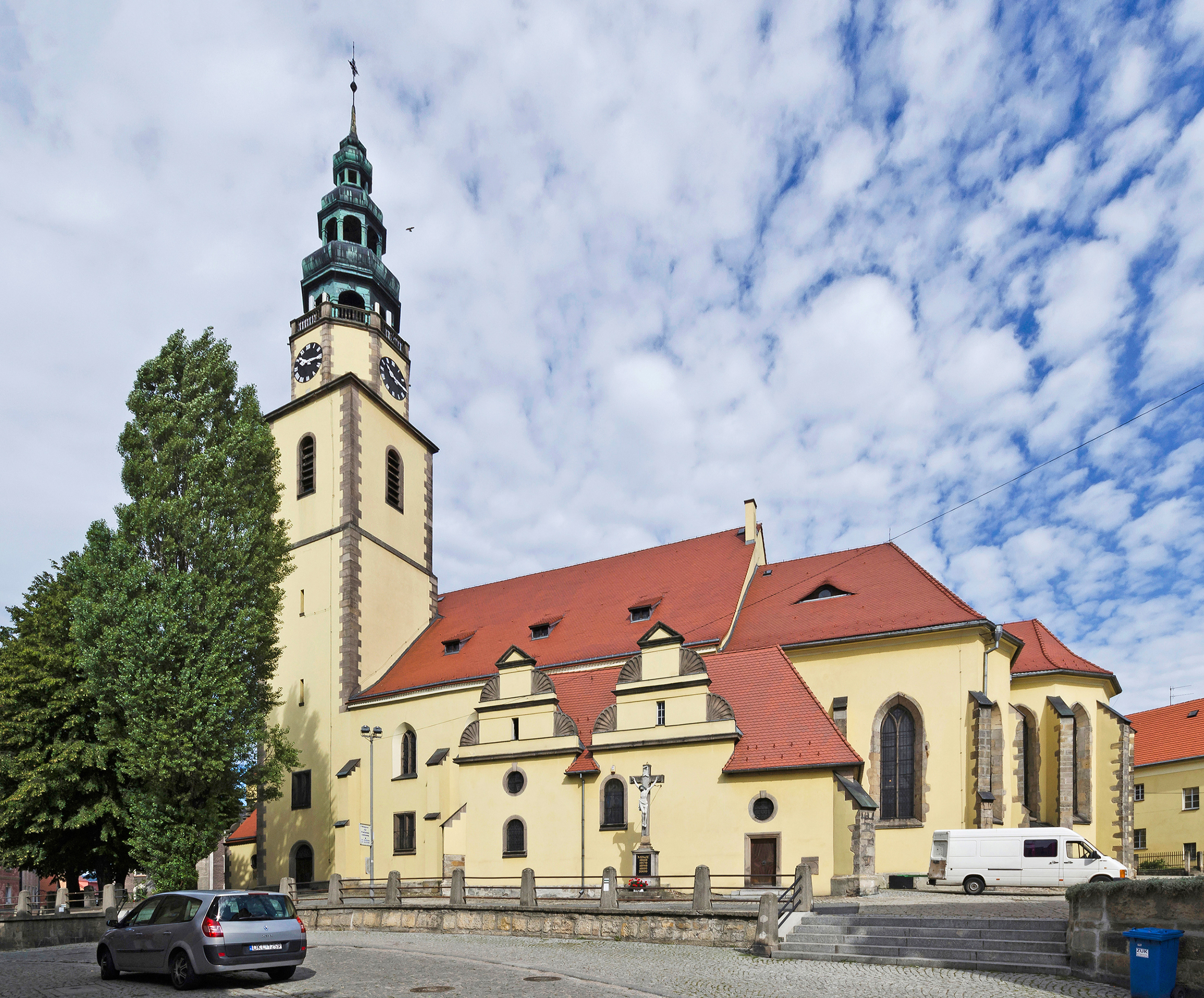
PЦерковь Св. Михаила
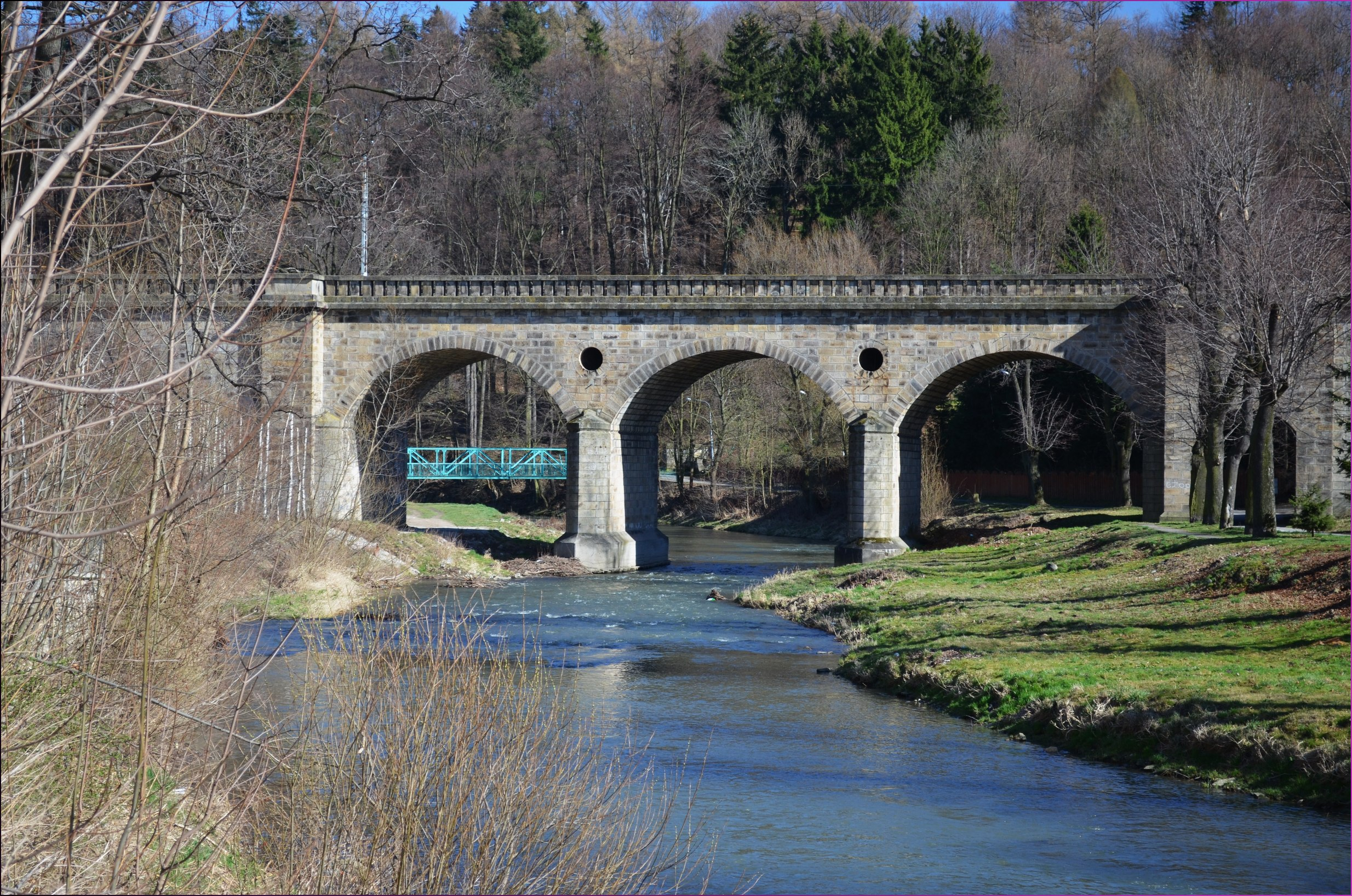
Железнодорожный мост